# Provedor de Serviços de Confiança Qualificado
Um Provedor de Serviços de Confiança Qualificado (em inglês: Qualified Trust Service Provider, QTSP) é uma entidade reconhecida oficialmente por um Estado-Membro da União Europeia que presta serviços de confiança digital no âmbito da identidade eletrónica e da assinatura digital em conformidade com o Regulamento eIDAS.
Estes provedores desempenham um papel essencial na criação de confiança nas transações eletrónicas, garantindo a autenticidade, integridade e validade jurídica de documentos e comunicações digitais. Estes serviços incluem a emissão de assinaturas eletrónicas, certificados digitais, selos eletrónicos, carimbos temporais e serviços de preservação de documentos digitais com validade legal em toda a União Europeia.

## Contexto e origem
O surgimento dos QTSP está ligado à necessidade crescente de assegurar segurança jurídica nas transações eletrónicas dentro da União Europeia, no âmbito da necessidade de estabelecer um mercado único digital seguro na União Europeia.
Antes do regulamento eIDAS (2014), cada Estado-Membro tinha regras próprias para a certificação digital, o que dificultava a interoperabilidade entre países.
Para resolver estas disparidades, a União Europeia aprovou em 2014 o Regulamento (UE) n.º 910/2014, conhecido como Regulamento eIDAS que veio unificar este enquadramento jurídico, estabelecendo um quadro comum para a identificação eletrónica e os serviços de confiança, criando a figura de “prestadores de serviços de confiança” e distinguindo os que cumprem os requisitos mais elevados de segurança como “qualificados”.

## Diferença entre TSP e QTSP
- TSP (Trust Service Provider): são entidades que oferecem serviços de confiança, como certificados digitais, selos eletrónicos ou carimbos temporais., mas que não tem estatuto qualificado.
- QTSP (Qualified Trust Service Provider): entidade reconhecida por uma autoridade supervisora nacional, inscrita na Lista de Confiança da União Europeia,[6] e cujos serviços têm presunção legal de validade em todos os Estados-Membros.[7] Estas entidades cumprem requisitos técnicos e de segurança adicionais definidos pelo regulamento eIDAS, estando sujeitos a auditorias regulares e à supervisão de organismos competentes de cada Estado-Membro.

Enquanto um TSP pode emitir certificados digitais, apenas um QTSP pode emitir certificados qualificados, que gozam de reconhecimento legal automático em todos os países da União Europeia, equivalendo a assinaturas manuscritas em papel.

## Regulamento eIDAS
O Regulamento eIDAS (Regulamento (UE) n.º 910/2014) o pilar jurídico que sustenta a atividade dos QTSP, estabelecendo as bases legais para os serviços de confiança na União Europeia.
O Regulamento eIDAS garante:
- Reconhecimento mútuo das assinaturas eletrónicas qualificadas em toda a União Europeia;
- Estabelecimento de normas técnicas comuns para serviços de confiança;
- Criação de listas de confiança públicas (EU Trusted Lists), onde cada Estado-Membro mantém o registo oficial dos QTSP acreditados.[10]

Este regulamento tem como objetivo fomentar a confiança no mercado único digital europeu e promover a transformação digital de serviços públicos e privados.

## Provedores de Serviços de Confiança Qualificado em Portugal
Cada Estado-Membro da União Europeia designa os seus QTSP, que ficam listados na EU Trusted List.
Em Portugal, o ecossistema de serviços de confiança qualificados começou a desenvolver-se após a transposição e aplicação do Regulamento eIDAS. Entre os primeiros provedores a obter a qualificação encontra-se a DigitalSign, que foi a primeira entidade portuguesa a constar na lista oficial da União Europeia..

## A importância dos Provedores de Serviços de Confiança Qualificado
A existência de Provedores de Serviços de Confiança Qualificados é fundamental para:
- Reforçar a confiança nas transações digitais;
- Garantir a interoperabilidade jurídica entre Estados-Membros da UE;
- Apoiar empresas e cidadãos na adoção de soluções digitais seguras;
- Acelerar a transformação digital de governos e instituições.